# Kiko Cibrián
Ignacio Cibrián Galindo (Tijuana, 3 de febrero de 1959) más conocido en el ámbito artístico como Kiko Cibrián, es un guitarrista, compositor, arreglista y productor discográfico nacido en México y radicado en los Estados Unidos, reconocido por su trabajo con artistas como Luis Miguel, Cristian Castro, Rocío Dúrcal, Reik y Frank Sinatra. Cibrián ha ganado un Premio Grammy y tres Premios Grammy Latinos.

## Discografía seleccionada
| Año  | Álbum                       | Artista             | Créditos                                       |
| ---- | --------------------------- | ------------------- | ---------------------------------------------- |
| 1992 | Kiko                        | Kiko Cibrián        | Productor, compositor, arreglista, guitarrista |
| 1992 | Agua nueva                  | Cristian Castro     | Productor, arreglista                          |
| 1993 | Aries                       | Luis Miguel         | Productor, compositor, arreglista, guitarrista |
| 1994 | Duets II                    | Frank Sinatra       | Productor vocal                                |
| 1994 | Segundo romance             | Luis Miguel         | Productor, arreglista, guitarrista             |
| 1995 | El concierto                | Luis Miguel         | Productor, compositor, arreglista, guitarrista |
| 1996 | Nada es igual               | Luis Miguel         | Productor, compositor, arreglista, guitarrista |
| 1996 | The Hunchback of Notre Dame | Alan Menken         | Adaptación                                     |
| 2003 | Señor Bolero 2              | José Feliciano      | Compositor                                     |
| 2003 | Caramelito                  | Rocío Dúrcal        | Compositor                                     |
| 2004 | Buena suerte                | Isabel Pantoja      | Compositor                                     |
| 2005 | Reik                        | Reik                | Arreglista                                     |
| 2005 | El aire de tu casa          | Jesús Adrián Romero | Arreglista                                     |
| 2006 | Sesión metropolitana        | Reik                | Compositor                                     |
| 2006 | Secuencia                   | Reik                | Arreglista, guitarrista                        |
| 2007 | Te agradezco                | Raul Haro           | Productor, compositor, arreglista, guitarrista |
| 2009 | El mismo cielo              | Marcela Gándara     | Arreglista                                     |
| 2009 | El culpable soy yo          | Cristian Castro     | Productor, compositor, arreglista, guitarrista |
| 2011 | Peligro                     | Reik                | Compositor, arreglista                         |
| 2012 | Soplando vida               | Jesús Adrián Romero | Arreglista                                     |
| 2013 | Regreso a ti                | Alex Campos         | Productor                                      |
| 2013 | Un besito más               | Jesse & Joy         | Productor compositor, arreglista,              |
| 2015 | Derroche de amor            | Alex Campos         | Mezcla                                         |
| 2016 | Esta es mi vida             | Jesse & Joy         | Productor, compositor, arreglista, programador |
| 2016 | Des/Amor                    | Reik                | Productor, arreglista, programador             |
| 2017 | Momentos                    | Alex Campos         | Mezcla                                         |
| 2023 | Sólo muere si se olvida     | Adriel Favela       | Productor, mezcla, arreglista                  |

Fuente:

## Premios y nominaciones

### Grammy
| Año  | Título        | Artista     | Categoría                 | Rol                                                         | Resultado |
| ---- | ------------- | ----------- | ------------------------- | ----------------------------------------------------------- | --------- |
| 1994 | Aries         | Luis Miguel | Mejor álbum de pop latino | Productor, compositor, arreglista, guitarrista              | Ganador   |
| 1997 | Nada es igual | Luis Miguel | Mejor álbum de pop latino | Productor, compositor, arreglista, guitarrista, programador | Nominado  |

### Grammy Latinos
| Año  | Título                     | Artista             | Categoría                        | Rol               | Resultado |
| ---- | -------------------------- | ------------------- | -------------------------------- | ----------------- | --------- |
| 2013 | Regreso a ti               | Álex Campos         | Mejor álbum cristiano en español | Productor, mezcla | Ganador   |
| 2015 | Derroche de amor           | Álex Campos         | Mejor álbum cristiano en español | Mezcla            | Ganador   |
| 2017 | Momentos                   | Álex Campos         | Mejor álbum cristiano en español | Mezcla            | Ganador   |
| 2022 | A veces bien y a veces mal | Ricky Martin y Reik | Canción del año                  | Compositor        | Nominado  |